# Zooide

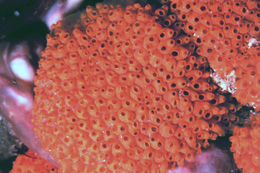
Zooidi di Symplegma rubra (Ascidiacea)

Si definisce zooide o zoide il singolo individuo di una colonia di briozoi, di idrozoi o di ascidie.
Nelle colonie di Briozoi i singoli zooidi vivono racchiusi in un involucro di forma allungata detto zooecio, a volte chiuso da un opercolo. 
Nelle ascidie coloniali gli zooidi possono essere semplicemente uniti in "ciuffi" che condividono soltanto uno stolone basale (ascidie sociali) ovvero essere "saldati" tra di loro, formando un sifone esalante comune (ascidie composte).